# Hironari Iwamoto
Hironari Iwamoto (岩元 洋成 Iwamoto Hironari?,  nacido el 27 de junio de 1970 en Kagoshima) es un exfutbolista japonés. Jugaba de defensa y su último club fue el Montedio Yamagata de Japón.

## Trayectoria

### Clubes
| Club               | País  | Año         |
| ------------------ | ----- | ----------- |
| Bellmare Hiratsuka | Japón | 1993 - 1998 |
| Montedio Yamagata  | Japón | 1999 - 2000 |

## Palmarés

### Títulos nacionales
| Título             | Club               | País  | Año  |
| ------------------ | ------------------ | ----- | ---- |
| Copa del Emperador | Bellmare Hiratsuka | Japón | 1994 |